# Iphofer von Iphofersthal

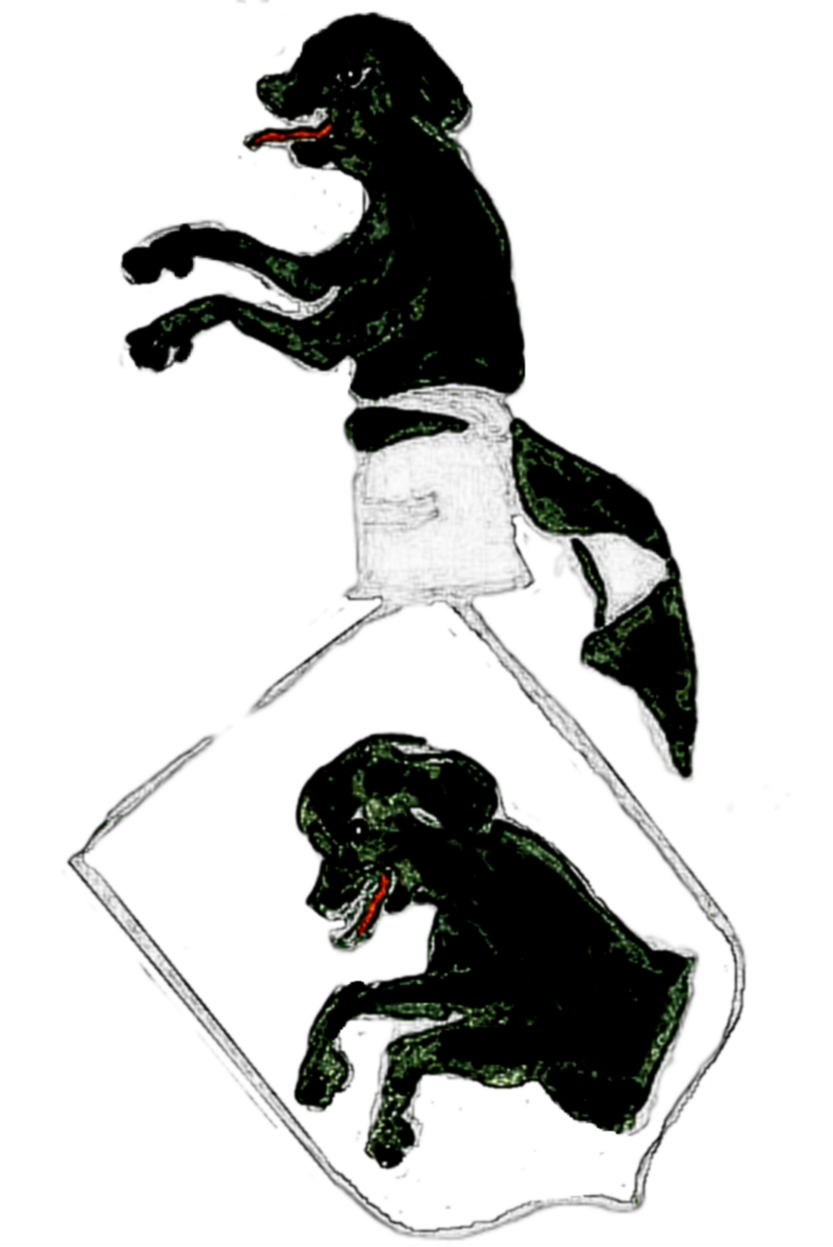
Stammwappen der Iphofer/Ypphofer, um 1450

Iphofer von Iphofersthal war der Name des geadelten Geschlechts Iphofer (auch Yphofer) aus Tirol und Bayern. Im 16. Jahrhundert zählten die Iphofer neben den Suitner zu den wohlhabendsten und einflussreichsten Familien Innsbrucks, deren Vermögen und Besitz vor allem auf die Stellung als Faktoren der Fugger zurückzuführen war. Sie sind zu unterscheiden von den Schneeberger (von) Iphofen, ebenso von den Krentzheim von Iphofen.

## Geschichte
Der Familienname leitet sich von der mittelfränkischen Stadt Iphofen ab und Iphofersthal nach einer Besitzung bei Innsbruck. 1422/27 und 1446 erscheint Chunrat Iphofer sowie 1453 Niklas Ypphofer, beide Bürger von Innsbruck, mit einem halben Hund als Wappen. Konrad Iphofer wurde 1422 in Innsbruck Stadtrichter. 1425 fungierte Wilhelm Iphofer als Bürgermeister von Innsbruck und ein weiterer 1467. Am 12. September 1518 verlieh Kaiser Maximilian I. in Augsburg den Brüdern, Doktor jur. Ambrosius, sowie Wendelin Iphofer einen Wappenbrief, anderen Quellen zufolge eine Adelskonfirmation "obwohl altadelig, jedoch (später) in den Bürgerstand versetzt". Wendl Yphofer, Schwiegersohn des von 1499 bis 1508 amtierenden Bürgermeisters von Innsbruck Hans Suitners, hatte 1510 in Innsbruck die Funktion des Steuereintreibers inne. Von 1514 bis 1520 amtierte er als Bürgermeister von Innsbruck, sowie 1515 als Landtagsvertreter der gesamten Grafschaft Tirol. Er war enger Vertrauter des Augsburger Großkaufmanns Jakob Fuggers und hatte Anteil am Aufstieg seiner Innsbrucker Faktorei. Iphofer besaß in Innsbruck ein Stadthaus in bester Lage. Auf dem alten Friedhof in Innsbruck bestattet, befindet sich sein Grabstein seit 1899 im Tiroler Landesmuseum. Ambrosius Iphofer trat in den geistlichen Stand und wirkte 1506 in Brixen als Domherr, 1514 als Pfarrer von Kastelruth, 1521 als Domprobst in Brixen und 1532 als Dechant an der Frauenkirche in München. Am 28. März 1530 verlieh ihm Papst Clemens VII. das kleine Palatinat. Von 1580 bis 1606 bekleidete Ernst Iphofer das Amt des Obersthofmeisters im Inntal. 1616 oder 1620 galt der österreichische Zweig als erloschen. Der Tiroler Landesfürst Erzherzog Leopold V. genehmigte am 23. Dezember 1620 dem dem oberösterreichischen Regimentsrat Doktor jur. Caspar Pansa von Rangenburg zur Führung des Wappens der Iphofer, mit dem Pansa-Wappen als Herzschild. Wenzel Renatus Iphofer von Iphofertal († 1679) erscheint in Mindelheim im Unterallgäu als Kastner und Pflegeamtsverwalter. Am 20. August 1665 erhielt letzter vom bayerischen Kurfürsten Ferdinand Maria eine Adelsbestätigung und den Titel kurbayerischer Rat.

## Wappen
- Blasonierung des Stammwappens: In Silber eine schwarze halbe Bracke. Auf dem Helm mit schwarz-silbernen Helmdecken die Bracke wachsend.
- Blasonierung des vermehrten Wappens von 1518: Geviert. Felder 1 und 4 das Stammwappen, Felder 2 und 3 in Rot ein silberner springender Windhund. Alle Tiere einwärts gekehrt. Zwei gekrönte Helme: I. mit schwarz-silbernen Decken die schwarze Bracke wachsend, II. mit rot-silbernen Decken ein roter geschlossener Flug, die Flügel jeweils mit einem silbernen Schrägrechtsbalken und darunter einem goldenem Stern belegt.

1620 wurde das Wappen der Iphofer von Iphofersthal dem geadelten Caspar Pansa von Rangenburg überlassen.

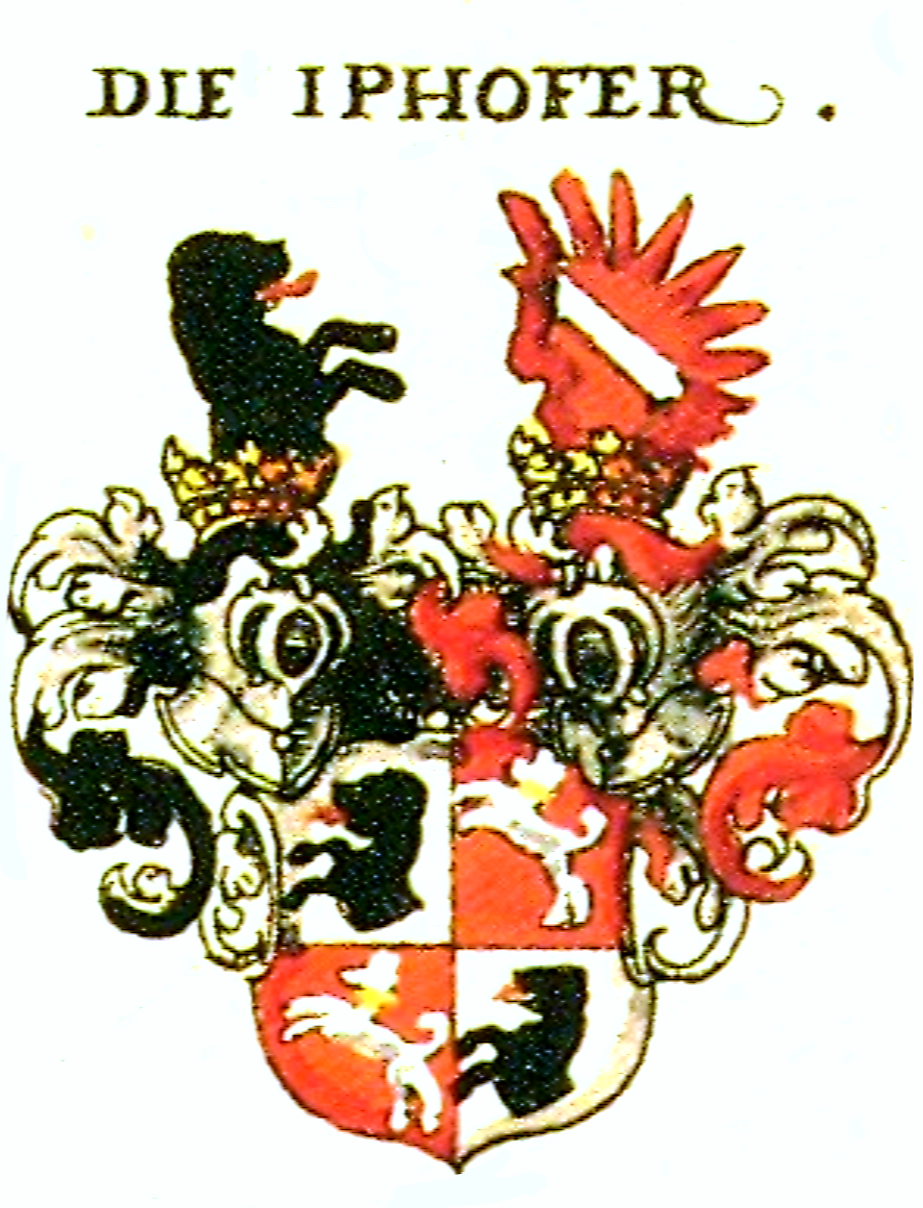
Wappen der Iphofer in Johann Siebmachers Wappenbuch von 1605
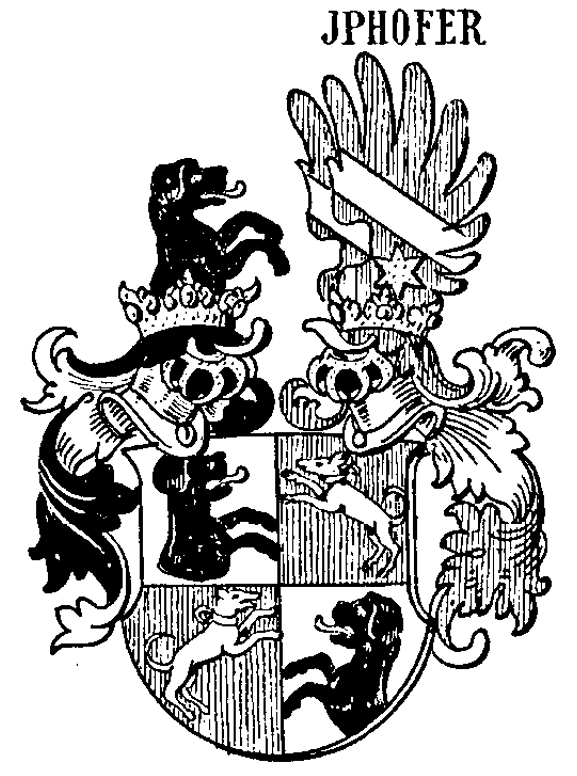
Wappen der Iphofer von Iphofersthal von 1518 in Siebmachers Wappenbuch
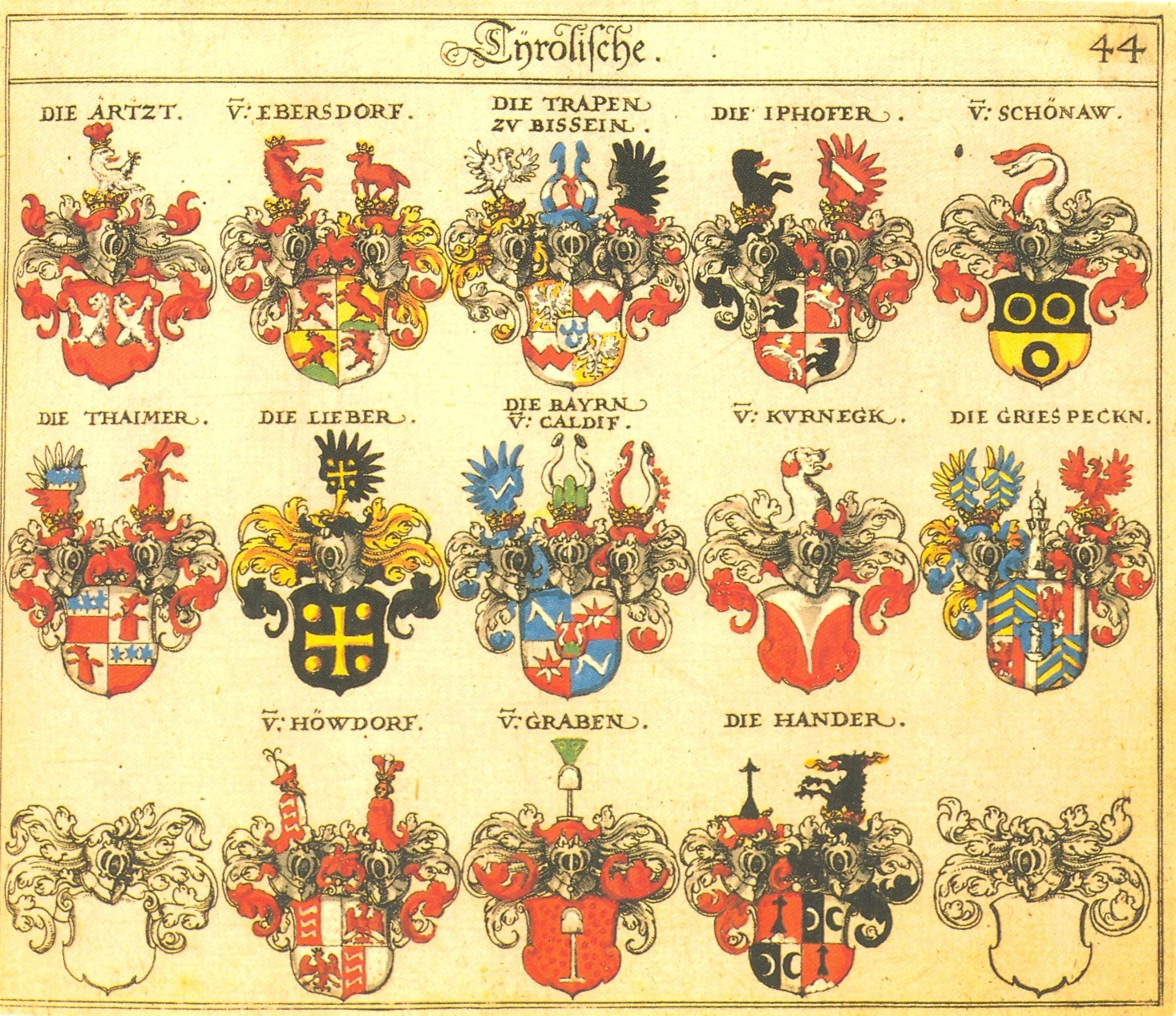
Wappen der Iphofer in Johann Siebmachers Wappenbuch von 1605, Abteilung „Tÿrolische“

## Persönlichkeiten
- Andreas Iphofer von Iphofersthal, 1605 Forstmeister in Tachau[16]
- Ambrosius Iphofer († 1542), 1514 Pfarrer in Kastelruth, 1521 Domprobst in Brixen, 1530 Pfalzgraf, 1532 Dechant an der Frauenkirche in München
- Ernst Iphofer, von 1580 bis 1606 Obersthofmeister im Inntal, 1597 kaiserlicher Oberstforstmeister in Tirol und den Vorlanden, Doktor jur.[17]
- Kaspar Iphofer († 1622), 1595 Zisterzienser in Stams, 1601 Priesterweihe in Brixen[18]
- Konrad Iphofer, 1422 Stadtrichter in Innsbruck
- Martin Iphofer, 1556 Hofrat in Salzburg[19]
- Wendelin Iphofer, Jurist,[20] 1510 Steuereintreiber, von 1514 bis 1520 Bürgermeister von Innsbruck, Probst bei St. Jakob[21]
- Wenzel Renatus Iphofer von Iphofertal († 1679), von 1662 bis 1679 Kastner in Mindelheim, Pfleger, kurbayerischer Rat[22]
- Wilhelm Iphofer, 1425 Bürgermeister von Innsbruck
- Wilhelm Iphofer, 1467 Bürgermeister von Innsbruck